# Claus-Dieter Wollitz
Claus-Dieter Wollitz (Brakel, 19 luglio 1965) è un allenatore di calcio ed ex calciatore tedesco, di ruolo centrocampista, tecnico e direttore sportivo dell'Energie Cottbus.

## Palmarès

### Giocatore

#### Competizioni nazionali
- Coppa di Germania: 1

Kaiserslautern: 1995-1996
- Campionato tedesco di seconda divisione: 1

Colonia: 1999-2000

### Allenatore

#### Competizioni nazionali
- Fußball-Regionalliga: 1

Energie Cottbus: 2017-2018 (Regionalliga Nord-Est)